# Karl Wesseler
Karl Wesseler (* 11. April 1929 in Düsseldorf; † 26. April 2010 in Köln) war ein deutscher Schauspiel-, Fernseh- und Opernregisseur, Komponist, Autor, Schauspieler, Kabarettist und Hochschullehrer.

## Leben
Karl Wesseler wurde 1929 in Düsseldorf als Sohn eines Notars geboren, wuchs in Dormagen als Ältestes von sechs Kindern auf und besuchte das Hansagymnasium (Köln). Seine Schulzeit musste er unterbrechen, als er im letzten Kriegsjahr 1945 im Alter von 15 Jahren zur Wehrmacht einberufen und an die Front geschickt wurde. Nach dem Abitur besuchte er das Robert-Schumann-Konservatorium in Düsseldorf, absolvierte eine Schauspielausbildung mit anschließender Bühnenreifeprüfung und studierte an der Universität zu Köln Theater- und Musikwissenschaften, Germanistik, Philosophie und Betriebswirtschaftslehre. Er schloss 1954 sein Studium mit seiner Dissertation Untersuchungen zur Darstellung des Singspiels auf der deutschen Bühne des 18. Jahrhunderts mit magna cum laude ab.
Fortan arbeitete Karl „Charly“ Wesseler ab Mitte der 1950er Jahre als Schauspieler und Regisseur, als Pianist und Moderator, als Komponist und Autor für Theater, Film und Fernsehen, im Kabarett und im Konzertsaal. An vielen deutschsprachigen Bühnen – darunter das Staatstheater Darmstadt, Staatstheater Nürnberg, Staatstheater Wiesbaden, Hamburgische Staatsoper und die Deutsche Oper am Rhein Düsseldorf/Duisburg – hat er Schauspiele, Opern, Operetten und Musicals inszeniert, bewegte unter anderem als langjähriger Regisseur der meisten Willy-Millowitsch-Übertragungen den Volksschauspieler auch zu einem Auftritt im Molière-Stück Der Bürger als Edelmann, war von 1978 bis 1983 Intendant am Rheinischen Landestheater Neuss und am Theater am Niederrhein Kleve und fusionierte diese 1981 und von 1983 bis 1989 Generalintendant an den Städtischen Bühnen Münster. 1984 wurde ihm der jährlich an jeweils einen prominenten Münsteraner vergebene Karnevalsorden „Mückenstich“ verliehen. Zu einem der erfolgreichsten Musicals in Münster avancierte 1989 das von ihm getextete und von Gerhard Jussenhoven komponierte Good Luck Bill oder Gut Holz Wilhelm, das Anfang der 1970er Jahre, lange vor der Uraufführung, noch zu scharfem Protest seitens des Hauses Hohenzollern geführt hatte.

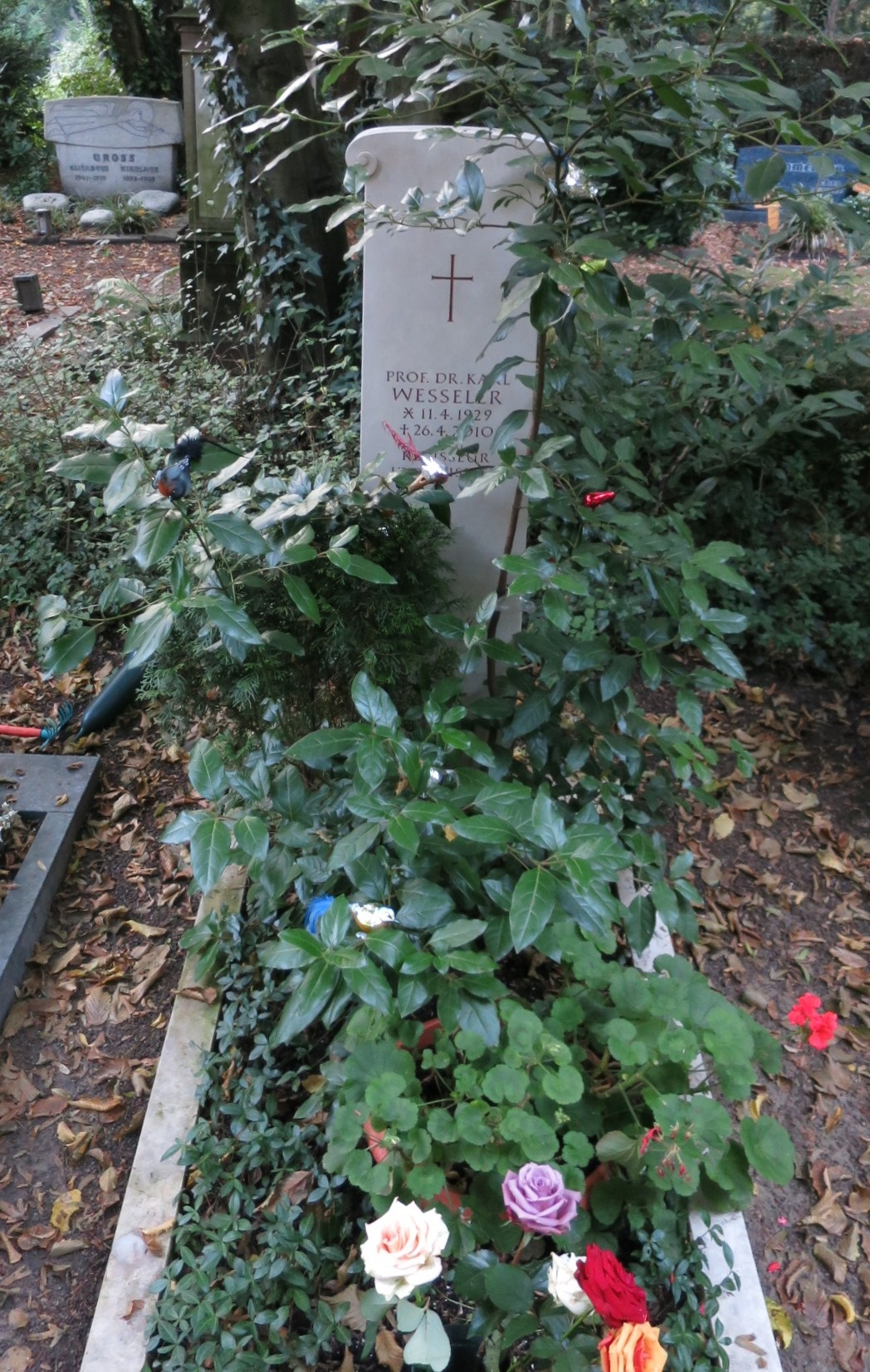
Grab Friedhof Melaten

Für seine langjährige pädagogische Arbeit an der Staatlichen Musikhochschule Rheinland, unter anderem als Leiter der Opernschule, wurde Wesseler der Professorentitel verliehen. Sein besonderes Engagement gehört dem Kindertheater, er erzielte früh Erfolge mit eigenen Kinderstücken und entwickelte dabei auch eigene Formen des Mitspieltheaters, unter anderem Die Heinzelmännchen von Köln, Der Rattenfänger von Hameln, Columbus entdeckt Amerika und Columbus in der Neuen Welt. Seine große Kindertheaterrevue Columbus verzaubert den Mond inszenierte er 1993 am Friedrichstadtpalast in Berlin mit einem Ensemble von rund 200 Kindern. Er lebte mit seiner Frau, der Dramaturgin Dorothea Renckhoff, zuletzt in Köln und hat zwei erwachsene Kinder. Bei seinem letzten öffentlichen Auftritt im Oktober 2009 umrahmte Wesseler die Gedenk-Matinee für Peter Zadek im Schauspielhaus Hamburg musikalisch neben Klarinettist Giora Feidman und Sänger Udo Lindenberg als Pianist.
Karl Wesseler starb im Alter von 81 Jahren und wurde am 4. Mai 2010 auf dem Kölner Melaten-Friedhof (Flur 35) beigesetzt.
Die FAZ würdigte Wesseler in ihrem Nachruf als „Alleskönner“, der „scheinbar mühelos“ die Barrieren zwischen E(rnst) und U(nterhaltung) übersprungen habe.

## Inszenierungen für das Fernsehen (Auswahl)
- Orden wider den tierischen Ernst, ARD, 1997–2002
- Pension Schöller, WDR, 1993
- Der Raub der Sabinerinnen, WDR, 1991
- De bruoken Kroos (Der zerbrochne Krug auf Münsterländer Platt), WDR, 1985
- Ehrenbürger, WDR, 1982
- Rabourdin und seine Erben, ZDF, 1981
- Der kühne Schwimmer, WDR, 1981
- Der Maulkorb, WDR, 1979, u. a. mit Anja Kruse
- Der Bürger als Edelmann, WDR, 1980
- Der müde Theodor, WDR, 1979
- Das Schloßgespenst, WDR, 1979
- Das Geld liegt auf der Bank, 1978, WDR, u. a. mit Willy Millowitsch, Peter Millowitsch
- Otto der Treue, ARD, 1977
- Der doppelte Moritz, WDR, 1977
- Anton, zieh die Bremse an![5] WDR, 1976
- Hurra – ein Junge, Bayerischer Rundfunk/WDR, 1975
- Die schwebende Jungfrau, Bayerischer Rundfunk/WDR, 1974, u. a. mit Brigitte Mira
- Tante Jutta aus Kalkutta, WDR, 1974
- Lieber reich, aber glücklich, WDR, 1973
- Weekend im Paradies, Bayerischer Rundfunk/WDR, 1972
- Sohn gegen Vater, WDR, 1972, u. a. mit Willy Millowitsch, Günter Lamprecht
- Zufall, alles Zufall oder Die vertagte Hochzeitsnacht, WDR, 1972, u. a. mit Willy Millowitsch
- Der Raub der Sabinerinnen, WDR, 1971
- Zwei in der Krise, WDR, 1970, u. a. mit Heinz Bennent
- Zwischen Bach und Beat, ZDF, 1967
- Die Weihnachtsgeschichte (Carl Orff), 1965
- Pimpinone, NWDR/ARD, 1954

## Inszenierungen für das Theater (Auswahl)
- Mein Herz ist for you, Kölner Philharmonie, 2000, u. a. mit Roberto Blanco
- Bye bye, Drusus, Rheinisches Landestheater Neuss, 1999
- My Fair Lady, Aalto-Theater, Essen, 1997
- Arsen und Spitzenhäubchen, Staatstheater Wiesbaden, 1995
- Feuerwerk (Musikalische Komödie), Theater Dortmund, 1995
- Columbus verzaubert den Mond, Friedrichstadtpalast, Berlin, 1993
- Meine Frau Wie-heißt-sie-noch, Rheinisches Landestheater Neuss, 1993
- Molière oder Der Geheimbund der Heuchler, Rheinisches Landestheater Neuss/Globe, 1992
- Feuerwerk (Musikalische Komödie), Theater Bielefeld, 1990
- Good Luck, Bill! oder Gut Holz, Wilhelm!, Städtische Bühnen Münster, 1989
- Ein Sommernachtstraum, Städtische Bühnen Münster, 1988
- Don Giovanni, Städtische Bühnen Münster, 1988
- Hoffmanns Erzählungen, Städtische Bühnen Münster, 1987
- Der Spiegel (Uraufführung), Städtische Bühnen Münster, 1986
- Figaros Hochzeit, Städtische Bühnen Münster, 1985
- Der Kaufmann von Venedig, Städtische Bühnen Münster, 1984
- Canterbury Tales, Städtische Bühnen Münster
- Erzengel flippern nicht (Dario Fo), Städtische Bühnen Münster
- Dr. Doolittle in Afrika, Theater Ulm, 1983
- Nullzunull oder die Wiederbelebung des Angriffspiels (Uraufführung), Bühnen der Stadt Köln, 1982
- Der Bürger als Edelmann, Rheinisches Landestheater Neuss, 1980
- Die Frau vom Meer, Rheinisches Landestheater Neuss, 1978
- Guys and Dolls (Musical), Opernhaus Wuppertal, 1970, u. a. mit Christian Quadflieg
- Kiss Me, Kate (Musical), 1970
- Liebe für Liebe, Bühnen der Stadt Köln, 1969

## Arbeiten als Komponist (Auswahl)
- Der bittere Honig, 2006 (Regie: Peter Zadek), u. a. mit Julia Jentsch, Eva Mattes
- Die Geisel, 1977 (Regie: Peter Zadek), u. a. mit Herbert Grönemeyer
- Der Pott, 1970 (Regie: Peter Zadek), u. a. mit Hannelore Hoger, Rosel Zech und Heinz Bennent

## Werke (Auswahl)
- Columbus verzaubert den Mond (Kinderrevue)
- Good Luck, Bill! oder Gut Holz, Wilhelm! (Musical, komponiert mit Gerhard Jussenhoven)
- Pille zur Macht (Musical)
- Columbus entdeckt Amerika (Mitspieltheaterstück für Kinder)
- Columbus in der neuen Welt (Mitspieltheaterstück für Kinder)
- Dr. Dolittle in Afrika (Musiktheater für Kinder)
- Die Heinzelmännchen von Köln (Mitspieltheaterstück für Kinder)
- Der Rattenfänger von Hameln (Mitspieltheaterstück für Kinder)
- Clown in Afrika oder Wie man mit Lachäpfeln Affenräuber fängt (Musiktheater für Kinder)

## Rollen als Schauspieler (Auswahl)
- Die Australierin – als Monsieur Fabre, Rheinisches Landestheater Neuss, 2004[6]
- Der Pott, Regie: Peter Zadek, WDR, 1970
- Der Nebbich – als Meyer, Regie: Peter Zadek, TV, 1965

## Lehrtätigkeiten
- Folkwanghochschule Essen
- Staatliche Musikhochschule Rheinland
- Rheinische Musikschule, u. a. als Leiter der Opernschule
- Hochschule für Musik Köln

## Mitgliedschaften
- Jurymitglied der Stipendienstiftung der Internationalen Siegfried Wagner Gesellschaft e. V.
- Deutscher Komponistenverband
- GEMA